# Платинум (Аляска)
Платинум (англ. Platinum, центр. юпик Arviiq) — город в зоне переписи населения Бетел, штат Аляска, США. Население по данным переписи 2010 года составляет 61 человек.

## География
Площадь города составляет 115,8 км².

## История
Город был инкорпорирован 13 февраля 1975 года.

## Население
По данным переписи 2000 года, население города составляло 41 человек. Расовый состав: коренные американцы — 90,24 %; белые — 7,32 % и представители двух и более рас — 2,44 %.
Из 17 домашних хозяйств в 47,1 % — воспитывали детей в возрасте до 18 лет, 29,4 % представляли собой совместно проживающие супружеские пары, в 11,8 % семей женщины проживали без мужей, 41,2 % не имели семьи. 41,2 % от общего числа домохозяйств на момент переписи жили самостоятельно, при этом 0 % составили одинокие пожилые люди в возрасте 65 лет и старше. В среднем домашнее хозяйство ведут 2,41 человек, а средний размер семьи — 2,90 человек.
Доля лиц в возрасте младше 18 лет — 26,8 %; лиц в возрасте от 18 до 24 лет — 2,4 %; от 25 до 44 лет — 43,9 %; от 45 до 64 лет — 17,1 % и лиц старше 65 лет — 9,8 %. Средний возраст населения — 32 года. На каждые 100 женщин приходится 105,0 мужчин; на каждые 100 женщин в возрасте старше 18 лет — 130,8 мужчин.
Средний доход на совместное хозяйство — $21 250; средний доход на семью — $22 500. Средний доход на душу населения — $7632. Около 33,3 % семей и 22,0 % населения живут за чертой бедности, включая 33,3 % лиц в возрасте младше 18 лет и 0 % лиц старше 65 лет.
Динамика численности населения города по годам:
| 1940 | 1950 | 1960 | 1970 | 1980 | 1990 | 2000 | 2010 |
| ---- | ---- | ---- | ---- | ---- | ---- | ---- | ---- |
| 45   | 72   | 43   | 55   | 55   | 64   | 41   | 61   |